# Hoplitella
Hoplitella is een monotypisch geslacht van mosdiertjes uit de  familie van de Candidae. De wetenschappelijke naam ervan is in 1909 voor het eerst geldig gepubliceerd door Levinsen.

## Soort
- Hoplitella armata (Busk, 1852)